# Juanjo Angosto
Juan José Angosto Hernández, detto Juanjo (Murcia, 19 agosto 1985), è un ex giocatore di calcio a 5 spagnolo, campione europeo con la nazionale spagnola nel 2007, 2010, 2012 e 2016.

## Carriera

### Club
Formatosi nella squadra riserve de ElPozo Murcia, nel 2004 viene aggregato stabilmente alla prima squadra, imponendosi in breve tempo come titolare. Nelle stagioni successive è tra i protagonisti dell'epoca d'oro giallorossa, conquistando 4 campionati e arrivando a giocarsi la finale di Coppa UEFA persa per mano del VIZ-Sinara (2008).
Nel 2010 si trasferisce all'Inter, dove per le tre annate seguenti sarà il vice di Luis Amado; qui, nel 2011, Juanjo mette in bacheca il suo primo trofeo internazionale: la Coppa Intercontinentale.
Terminata l'esperienza madrilena, dopo una stagione al Santiago, tra il 2014 e il 2016 difende i pali del Benfica, laureandosi alla prima stagione campione del Portogallo.
Nel 2016 viene acquistato dal Barcellona, diventando così il primo giocatore ad aver militato in tutte le tre grandi di Spagna. Per le prime due stagioni in blaugrana il suo ruolo è di vice a Paco Sedano. Dopo il ritiro di quest'ultimo si alterna tra i pali con il nuovo acquisto Dídac Plana. Nel giugno del 2025 annuncia il suo ritiro; contestualmente, il club murciano annuncia la sua permanenza nei ranghi della società.

### Nazionale
Juanjo ha vinto quattro campionati europei con la nazionale spagnola, sebbene da riserva dei titolari Amado prima, e Sedano poi. In totale, ha disputato 186 partite ufficiali con le furie rosse.

## Palmarès

### Club

#### Competizioni nazionali
- Campionato spagnolo: 5

ElPozo Murcia: 2005-06, 2006-07, 2008-09, 2009-10
Barcellona: 2018-19
- Campionato portoghese: 1

Benfica: 2014-15
- Coppa di Spagna: 4

ElPozo Murcia: 2007-08, 2009-10
Barcellona: 2018-19, 2019-20
- Coppa del Portogallo: 1

Benfica: 2014-15
- Coppa del Re: 2

Barcellona: 2017-18, 2018-19
- Supercoppa di Spagna: 3

ElPozo Murcia: 2006, 2009, 2011
- Supertaça de Portugal: 1

Benfica: 2015

#### Competizioni internazionali
- Coppa Intercontinentale: 1

Inter: 2011

### Nazionale
Campionato d'Europa: 4
Spagna: 2007, 2010, 2012, 2016